# Physacanthus nematosiphon
Physacanthus nematosiphon är en akantusväxtart som beskrevs av Alfred Barton Rendle och Britten. Physacanthus nematosiphon ingår i släktet Physacanthus och familjen akantusväxter. Inga underarter finns listade i Catalogue of Life.